# Jindřich Albrecht z Kolowrat a z Krakovce
Jindřich Albrecht z Kolovrat a na Krakovci (uváděn 1459/1479–1530), byl příslušník krakovské větve šlechtického rodu Kolovratů. V roce 1502 byl hejtmanem rakovnického kraje, v letech 1500[zdroj?]–1510 vykonával funkci nejvyššího dvorského sudího v Čechách.

## Život a rodina
Jediný syn Albrechta z Kolovrat (uváděn 1422–1. prosinec 1470) a jeho druhé manželky Barbary z Valdštejna (uváděna 1469–1482), který se podle některých genealogů mohl narodit asi roku 1459, podle jiných až roku 1479. Před rokem 1483 se oženil s Kateřinou z Vartenberka a z Blankensteinu (tj. ze Stráže a z Blanska), (uváděna 1476–1487). Narodili se jim čtyři dcery: nejstarší neznámého jména, Žofie, Ludmila a Anna a dále tři synové: Albrecht, Hynek a Jan.

## Majetek
Jako nezletilému sirotku byl jemu i jeho nevlastním sestrám určen za poručníka Jindřich, jinak Čeněk Berka z Dubé. Čeněk však nehospodařil dobře, zanedbával hrad Krakovec, který zpustl do takové míry, že do něj zatékalo, až některé trámy shnily. K obratu došlo až v roce 1479, kdy Jindřich Albrecht dospěl a ujal se Krakovce a ostatního majetku. Téhož roku upsal své matce Barboře 500 kop dluhů na Krakovci. Roku 1487 pak na témže panství učinil do desek zemských větší zápis na 1250 kop, z nichž polovina náležela jeho manželce Kateřině z Vartenberka a z Blankensteinu a druhá polovina jejich eventuálním dětem.
Aby se vyhnul případným potížím spojených s nástupnictvím v manské držbě, požádal krále Vladislava Jagellonského, aby mu panství převedl na (alodiální) statek. Stalo se tak pouhou relací, již učinil sám Jindřich Albrecht roku 1497 k deskám zemským poté, co mu král vyhověl a propustil Krakovec z manství. Tak byl hrad vymazán z desek lenních a přešel do svobodného držení rodu jako dědičný majetek. Na hradě však až do šestnáctého století zůstal jeden manský závazek, který obsahoval povinnost držitele dostavit se podle potřeby a na základě vybídnutí k obraně hradu Křivoklát se čtyřmi kopiníky. Pod hradem Krakovec dal také postavit pivovar.
V roce 1509 koupil pan Jindřich Albrecht od Jetřicha z  Gutštejna celou ves Libyni s podacím a vsi Lhotsko a Hluboko. V roce 1511 pak nadal kostel Narození Panny Marie v Rousínově hojnými platy. K roku 1509 se uvádí jeho držba statků Krakovec, Kolešovice, Vysoká Libyně a Hostouň, kterou získal roku 1497 po smrti Ctibora mladšího z Volfštejna jako jeho bratranec, ale pak ji prodal Kryštofu z Gutštejna. K roku 1522 je uváděn ještě jako majitel statků Očihov, Soseň a jako držitel zástavního zboží Pochvalov. V Praze také roku 1503 koupil dům (dnešní č. 178/11) v Loretánské ulici, který spojil s vedlejším domem.